# My Universe (bài hát)
"My Universe" là một bài hát tiếng Anh và tiếng Hàn của ban nhạc rock Anh Coldplay và nhóm nhạc pop Hàn Quốc BTS, được phát hành vào ngày 24 tháng 9 năm 2021, thông qua Parlophone và Atlantic, như đĩa đơn thứ hai trong album phòng thu thứ chín của Coldplay, Music of the Spheres. Nó đã ra mắt ở vị trí số 1 trên Billboard's Hot 100, trở thành đĩa đơn thứ sáu của BTS đứng đầu bảng xếp hạng Hoa Kỳ và thứ hai của Coldplay sau "Viva la Vida" vào năm 2008. Đĩa đơn này cũng là bài hát  đầu tiên của một nhóm nhạc người Anh ra mắt ở vị trí số 1 trong lịch sử Hoa Kỳ.
Nó xuất hiện ở vị trí số 3 trên UK Singles Chart và có số lượt tải trong tuần cao nhất cho một bài hát vào năm 2021, đồng thời ra mắt trong top 10 của Úc, Bỉ, Ấn Độ và Nhật Bản; và 20 quốc gia hàng đầu trong số 7 quốc gia khác, bao gồm Đức, Na Uy, Ireland và New Zealand.

## Bối cảnh
Tên bài hát lần đầu tiên được công bố lần đầu tiên như một phần trong danh sách bài hát của Music of the Spheres vào tháng 7 năm 2021 mà không có bất kỳ đề cập nào liên quan đến sự góp giọng của BTS trong bài hát. Một phân đoạn ngắn của bài hát đã được đưa vào một đoạn phim giới thiệu có tên "Overtura", đồng thời bỏ qua bất kỳ bằng chứng nào về việc hợp tác. Vào ngày 13 tháng 9 năm 2021, bài hát được tiết lộ là một sự hợp tác giữa Coldplay và BTS. Đĩa đơn được công bố thông qua một tin nhắn được mã hóa trên tài khoản mạng xã hội Alien Radio FM của Coldplay. Sau khi BTS phát hành video âm nhạc cho "Permission to Dance" vào đầu tháng 7 năm 2021, cả hai nhóm đã hợp tác lần đầu tiên trong một tập của chuỗi series Released của YouTube, trong đó họ tham gia thảo luận với trưởng nhóm Chris Martin về những điều đã truyền cảm hứng cho thử thách vũ đạo "#PermissionToDance Challenge". Tuy nhiên, những suy đoán về sự hợp tác giữa hai nhóm đã bắt đầu được lan truyền vào tháng 2 năm 2021, sau khi BTS cover bản hit "Fix You" năm 2005 của ban nhạc trên MTV Unplugged. Vào ngày 26 tháng 9, họ dự kiến phát hành một bộ phim tài liệu về bài hát mang tên Inside My Universe, cùng với một phiên bản "Supernova 7" remix và một phiên bản acoustic.

## Video âm nhạc
Một video lời bài hát theo chủ đề không gian, có lời bài hát viết tay của cả hai nhóm bằng tiếng Anh và tiếng Hàn, đã được phát hành cùng với bài hát vào ngày 24 tháng 9 năm 2021. Hình ảnh bổ sung cho các phiên bản remix của bản nhạc cụ, acoustic và Supernova 7 của bài hát đã được xuất bản trong những ngày tiếp theo.
Một video âm nhạc do Dave Meyers đạo diễn đã được phát hành vào ngày 30 tháng 9 năm 2021. Lấy bối cảnh ở hệ thống hành tinh Spheres, nơi âm nhạc bị cấm bởi "Silencers", video mô tả Coldplay, BTS và ban nhạc hư cấu ngoài hành tinh Supernova 7 biểu diễn "My Universe" cùng nhau. Mặc dù nằm trên các hành tinh khác nhau, ba nhóm được thống nhất như hình ảnh ba chiều thông qua công nghệ "HOLOBAND" được điều khiển bởi người ngoài hành tinh DJ Lafrique, người đã phát sóng màn trình diễn của họ trên toàn hệ thống từ tàu radio của cô trong khi bị săn đuổi bởi Silencers.
Coldplay ghi hình video âm nhạc tại một khu phức hợp bể bơi thành phố trống trải đã bị bỏ hoang hàng chục năm, được đặt tại Rubí, Barcelona vào tháng 7 năm 2021. Trong khi phân đoạn của BTS được ghi hình trên sân khấu ở Seoul, Hàn Quốc vào 2 tuần sau buổi ghi hình ở Barcelona.

## Biểu diễn trực tiếp
Vào ngày 23 tháng 9 năm 2021, một ngày trước khi "My Universe" chính thức được phát hành, bài hát được biểu diễn trong chương trình radio Pandora của Coldplay tại nhà hát Apollo ở thành phố New York. Chris Martin đã giới thiệu "My Universe" trong lần xuất hiện của anh với tư cách khách mời trên The Kelly Clarkson Show, được phát sóng vào ngày hôm sau, nơi anh biểu diễn một bản trình diễn âm thanh ngắn. Vào ngày 25 tháng 9, ban nhạc đã biểu diễn bài hát tại Global Citizen Festival ở Công viên Trung tâm của New York, với BTS xuất hiện trên màn hình phía sau ban nhạc thông qua một video ảo được ghi hình trước.

## Đón nhận
Rhian Daly từ NME đã cho bài hát 4 sao trên 5 sao và gọi nó là "bài hát về sự thống nhất, hy vọng và sức mạnh của tình yêu". Cô cũng lưu ý rằng mặc dù một số người có thể xem bản nhạc là một sự ghép đôi bất thường, hai nghệ sĩ kết hợp hoàn toàn hợp lý bởi vì "cả hai đều có chung niềm yêu thích đối với cách tiếp cận thơ mộng và chân thành đối với âm nhạc của họ; đồng thời là hai trong số những ban nhạc lớn nhất thế giới, họ cũng là hai trong số những nhà tư tưởng sâu sắc nhất của nhạc pop hiện đại, thấm nhuần lời bài hát của họ bằng những câu nói cảm động về tình yêu và cuộc sống."

## Bảng xếp hạng
| Bảng xếp hạng (2021–2022)              | Vị trí cao nhất |
| -------------------------------------- | --------------- |
| Argentina (Argentina Hot 100)          | 36              |
| Úc (ARIA)                              | 7               |
| Áo (Ö3 Austria Top 40)                 | 29              |
| Bỉ (Ultratop 50 Flanders)              | 7               |
| Bỉ (Ultratop 50 Wallonia)              | 6               |
| Bolivia (Monitor Latino)               | 9               |
| Bulgaria (PROPHON)                     | 9               |
| Canada (Canadian Hot 100)              | 9               |
| Canada CHR/Top 40 (Billboard)          | 43              |
| CIS (Tophit)                           | 33              |
| Colombia (Promúsica)                   | 9               |
| Costa Rica (FONOTICA)                  | 3               |
| Croatia (ARC 100)                      | 5               |
| Cộng hòa Séc (Rádio Top 100)           | 4               |
| Cộng hòa Séc (Singles Digitál Top 100) | 23              |
| Đan Mạch (Tracklisten)                 | 13              |
| Dominican Republic (SODINPRO)          | 35              |
| El Salvador (ASAP EGC)                 | 6               |
| Pháp (SNEP)                            | 33              |
| Đức (GfK)                              | 13              |
| Global 200 (Billboard)                 | 1               |
| Greece (IFPI)                          | 25              |
| Hungary (Rádiós Top 40)                | 18              |
| Hungary (Single Top 40)                | 1               |
| Iceland (Plötutíðindi)                 | 14              |
| India (IMI)                            | 3               |
| Indonesia (Billboard)                  | 16              |
| Ireland (IRMA)                         | 10              |
| Ý (FIMI)                               | 29              |
| Japan (Japan Hot 100)                  | 3               |
| Japan (Oricon Combined Singles)        | 11              |
| Lebanon (OLT20)                        | 20              |
| Lithuania (AGATA)                      | 16              |
| Luxembourg (Billboard)                 | 22              |
| Malaysia (RIM)                         | 1               |
| Mexico (AMPROFON)                      | 5               |
| Mexico Airplay (Billboard)             | 2               |
| Hà Lan (Dutch Top 40)                  | 9               |
| Hà Lan (Single Top 100)                | 20              |
| New Zealand (Recorded Music NZ)        | 17              |
| Na Uy (VG-lista)                       | 14              |
| Panama (Monitor Latino)                | 3               |
| Peru (UNIMPRO)                         | 1               |
| Philippines (Billboard)                | 14              |
| Ba Lan (Polish Airplay Top 100)        | 5               |
| Bồ Đào Nha (AFP)                       | 21              |
| Romania (Airplay 100)                  | 42              |
| Nga Airplay (Tophit)                   | 80              |
| Singapore (RIAS)                       | 1               |
| Slovakia (Rádio Top 100)               | 2               |
| Slovakia (Singles Digitál Top 100)     | 17              |
| South Africa (RISA)                    | 48              |
| South Korea (Gaon)                     | 2               |
| Spain (PROMUSICAE)                     | 63              |
| Thụy Điển (Sverigetopplistan)          | 19              |
| Thụy Sĩ (Schweizer Hitparade)          | 11              |
| Anh Quốc (OCC)                         | 3               |
| Uruguay (Monitor Latino)               | 12              |
| US Billboard Hot 100                   | 1               |
| Hoa Kỳ Adult Contemporary (Billboard)  | 16              |
| Hoa Kỳ Adult Pop Airplay (Billboard)   | 8               |
| Hoa Kỳ Hot Rock Songs (Billboard)      | 1               |
| Hoa Kỳ Pop Airplay (Billboard)         | 18              |
| Hoa Kỳ Rock Airplay (Billboard)        | 10              |
| US Rolling Stone Top 100               | 1               |
| Vietnam (Vietnam Hot 100)              | 4               |

## Lịch sử phát hành
| Quốc gia | Ngày             | Định dạng                       | Hãng đĩa            | Nguồn  |
| -------- | ---------------- | ------------------------------- | ------------------- | ------ |
| Toàn cầu | 24 tháng 9, 2021 | Tải kỹ thuật số phát trực tuyến | Parlophone Atlantic | [ 90 ] |
| Hoa Kỳ   | 28 tháng 9, 2021 | Đài phát thanh hit đương đại    | Atlantic            | [ 91 ] |
| Hoa Kỳ   | 5 tháng 10, 2021 | Alternative radio               | Atlantic            | [ 92 ] |